# Jaume Nomen i Torres
Jaume Nomen i Torres (Tortosa, 23 de juny de 1960) és un cirurgià oral i maxil·lofacial català, astrònom aficionat i descobridor de nombrosos planetes menors. Es va donar a conèixer internacionalment pel descobriment de l'asteroide proper a la Terra 2012 DA14 per part de l'equip de l'Observatori Astronòmic de Mallorca des de l'Observatori Astronòmic de La Sagra. L'asteroide 56561 Jaimenomen duu el seu nom.
Nomen és un prolífic descobridor d'asteroides, professor de la Universitat de Barcelona i membre actiu del Grup d'Estudis Astronòmics de Barcelona. Ha descobert més de seixanta asteroides dels quals 55 han estat numerats, entre els quals es troben (25472) Joanoro, (38671) Verdaguer i (37391) Ebre.
És el director del projecte Unicorn 3SSS que va instal·lar tres telescopis automàtics de 61 cm de diàmetre a l'Observatori astronòmic de Piera, a l'Observatori de l'Ametlla de Mar i a l'Observatori Astronòmic de Mallorca a Costitx per augmentar la capacitat de detecció i estudi dels asteroides.